# Cricket
Cricket is een balsport waarbij punten worden gescoord door heen en weer te lopen over de cricket pitch (een run). Het is een teamsport waarin om beurt het ene team eerst gooit (bowling) en het andere team slaat (batting). Afhankelijk van de soort wedstrijd speelt men tot een afgesproken aantal overs of wickets. Als beide teams geslagen en gebowld hebben is het team met de meeste runs de winnaar.
Cricket is voornamelijk populair in de landen van het Britse Gemenebest. Het is de op een na populairste sport ter wereld (alleen voetbal is populairder), voornamelijk door de vele fans op het Indisch subcontinent.
De International Cricket Council is de internationale cricketbond.

## Veld en spelverloop

### Het veld
Het cricketveld is meestal ovaal en wordt afgebakend door een hek, een deel van de tribune, een polsdik touw dat in het gras ligt of een geschilderde lijn of een combinatie van deze, in principe om het hele veld. Verplichte afmetingen voor het veld zijn niet vastgesteld maar een doorsnede van ongeveer 150 meter is gebruikelijk. In principe dienen zich op het veld niet te veel obstakels te bevinden - één of twee bomen is geen bezwaar, maar deze worden zeker voor internationale wedstrijden vermeden.

Het cricketveld

In het midden van het veld is er geen gras, of heel kort gras in een rechthoek. Die zone heet de pitch. De afmeting van de pitch is 20,12 bij 3,05 meter (22 yards x 10 feet). Aan de korte zijden van de pitch bevinden zich kniehoge houten constructies, die wickets worden genoemd. Het geheel van wickets en pitch wordt de wicket genoemd. Het grootste deel van het spel speelt zich op en bij de wicket af. De wickets bestaan uit drie rechtopstaande paaltjes die met zodanige tussenruimte op een rijtje zijn gezet dat de bal er niet tussen door kan. De paaltjes heten stumps. De toppen van de stumps worden overbrugd door twee kleine houtjes die bails worden genoemd. De zo ontstane constructie is zo instabiel dat de bails al bij een geringe aanraking van de wicket op de grond vallen.
Op de pitch zijn enkele lijnen getrokken, die de creases genoemd worden. Ze geven aan waar de bal zich moet bevinden wil hij niet gestumped worden (zie verder), van waar de bowler de bal moet gooien en waartussen gelopen moet worden om runs te maken.

### Het spelverloop

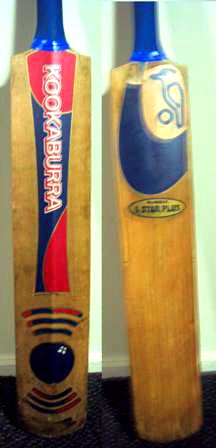
Het cricketbat (links de bolle achterzijde, rechts de slagzijde)

Een professionele cricketwedstrijd verloopt ongeveer als volgt:
Het spel verloopt in slagbeurten ("innings"). In de meeste wedstrijden heeft elk team één slagbeurt. Elke slagbeurt duurt totdat 10 van de 11 slagmensen ("batsmen") uit zijn, of het maximum aantal gebowlde ballen is bereikt. Een groepje van zes correct gebowlde ballen is een over.
De belangrijkste wedstrijden - het testcricket (internationaal) of first-class (bv. inter-graafschap) - duren langer en elk team heeft twee slagbeurten. In de belangrijke eendagswedstrijden ("one day matches") krijgt ieder team een slagbeurt van 50 overs (dus 300 ballen). Bij de steeds populairder wordende vorm Twenty20, dat enkele afwijkende regels kent, gaat het om 20 overs.
Een slagbeurt is beëindigd als:
- 10 van de 11 slagmensen zijn uitgeschakeld.
- het aantal afgesproken overs is gespeeld.
- als het slagteam besluit hun slagbeurt voortijdig af te sluiten (maar dit gebeurt alleen in testwedstrijden of vierdaagse wedstrijden in de Engelse competitie) ("declaratie").

Het spel heeft twee scheidsrechters (umpires), een van hen stelt zich op achter een van de wickets (aan de kant waar gebowld wordt). De ander houdt vanaf de zijkant het tweede wicket in het oog. De aanvoerders tossen om te mogen beslissen of ze eerst gaan batten of bowlen. De toss wordt in het cricket als zeer belangrijk ervaren, omdat het hele spelverloop ervan afhangt.
Sedert de invoering van tv-camera's rond het veld, opgesteld op vaste plaatsen, is er een derde scheidsrechter die desgevraagd aan de hand van tv-beelden een beslissing neemt.
De rode cricketbal wordt gebruikt in wedstrijden die vier of vijf dagen duren (en overdag plaatsvinden). Voor alle korte spelvormen (eendaags cricket en de Twenty20-variant) worden witte ballen gebruikt.
Het team dat eerst aan slag is, de slagpartij, stuurt twee spelers het veld op die het eerst zullen slaan. Zij vormen het eerste partnership van de wedstrijd. Zij hebben beiden een slaghout: bat (gemaakt van wilgenhout) en beschikken over de nodige lichaamsbescherming tegen de harde bal die naar hen gebowld wordt.

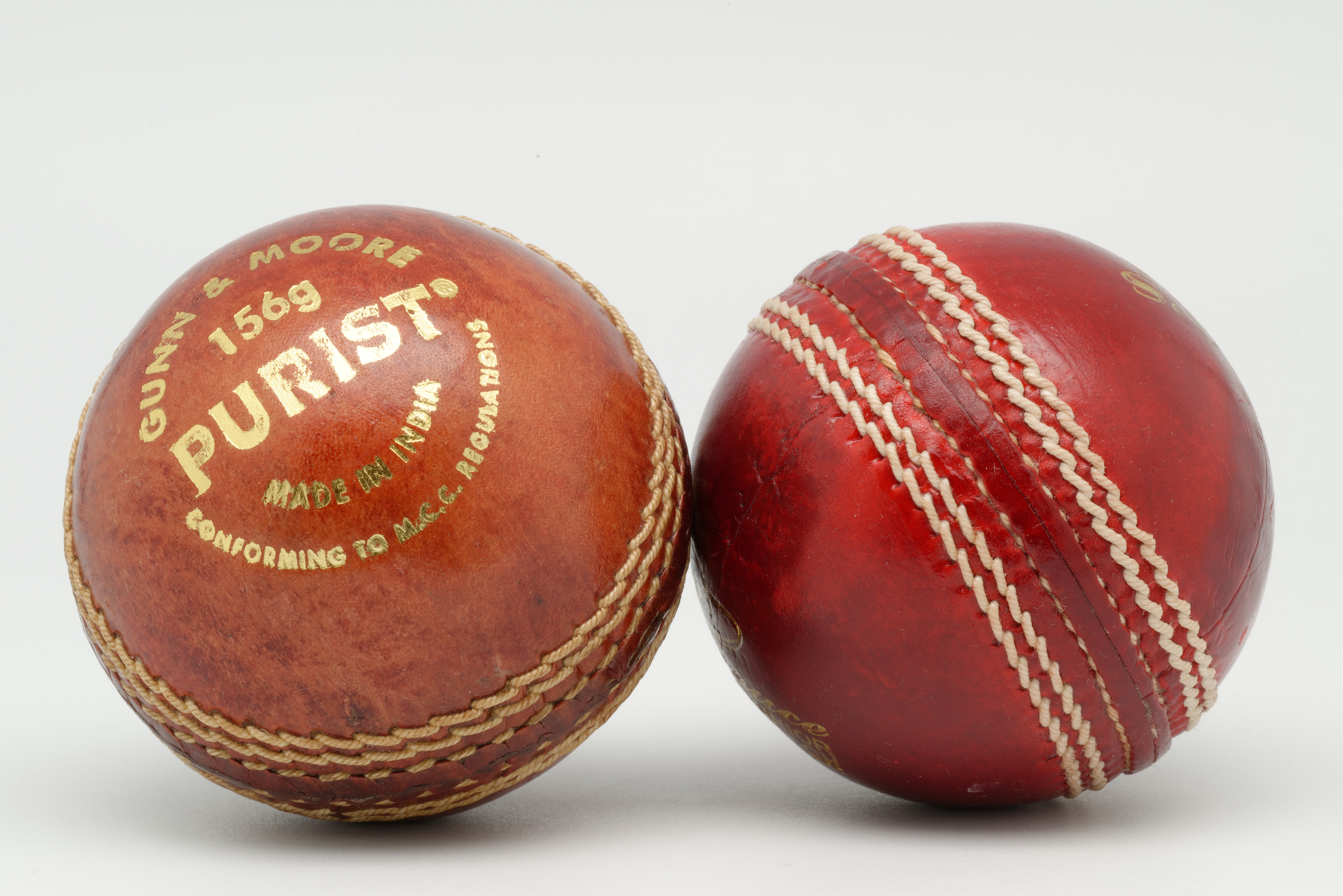
De rode cricketbal zoals gebruikt in wedstrijden op alle niveaus

Het team dat eerst moet fielden en bowlen, stelt alle elf man op het veld. Een van hen is de wicketkeeper, hij is de enige van het bowlingteam die handschoenen en beenbeschermers draagt. Dit is omdat hij zich plaatst net achter de batsman die aan slag is, net als de catcher bij honkbal. Hij heeft een specialistenrol, omdat hij de gebowlde bal moet vangen indien die de slagman passeert of bij edges (waar de bal alleen een randje raakt van slaghout en zo toch doorvliegt). Hij is ook meestal de speler verantwoordelijk voor het stumpen.
Een andere speler van het bowling team is de bowler. De bowler is de man die de bal gooit naar de slagman. De bowler gooit zesmaal (correct) richting slagman, deze serie van zes wordt een "over" genoemd. Na een over wisselt men van kant waar men gooit en moet het bowling team een nieuwe bowler aanduiden. Nadat iemand anders gebowld heeft, kan men weer bowlen. Een team heeft dus meerdere bowlers nodig, ook heeft men verschillende types bowlers (snelle en spin bowlers). Een team heeft meestal vier tot vijf goede bowlers in huis, die elkaar afwisselen, afhankelijk van de tactiek, de tegenstander en de hardheid van de pitch. Een "over" kan soms meer dan zes ballen tellen. Dit is het geval wanneer de bowler een slechte bal gegooid heeft, namelijk een 'no-ball' of een 'wide'. In beide gevallen krijgt de ploeg aan slag een extra run en moet de bal opnieuw gegooid worden. Dit is vergelijkbaar met een "Wijd"-bal (een verkeerd gepitchte bal) bij honkbal.
De taak van de slagmannen is om zo veel mogelijk runs te scoren. Ze doen dit door de bal te slaan en naar elkaars wicket te lopen. Dan hebben ze één run, ze kunnen stoppen met lopen of opnieuw de oversteek wagen om twee of meer runs te scoren. Indien de bal zo geslagen wordt dat die over de grond het speelveld uitrolt, dan scoort de slagman 4 runs (een boundary four). Slaat hij de bal op een manier dat die uit het veld vliegt zonder de grond te raken dan worden 6 runs toegekend. Bijgevolg is het zo dat als beide batsmen een oneven aantal runs lopen, de andere slagman aan slag komt. Aan het einde van de over is dit tegenovergesteld, omdat het veld dan wisselt komt de andere slagman aan bat bij een even aantal runs.
Een slagman mag zo lang slaan als hij wil zolang hij niet uitraakt (out), de overs niet op zijn of de wedstrijd al is gewonnen. Een batsman kan op verschillende manieren uit gaan:
1. gevangen (cought): een slagman is uit als de bal die hij wegslaat, voor die de grond raakt, gevangen wordt door een fielder (meest voorkomend)
2. uitgegooid (bowled): de bowler gooit de slagman uit door de bal tegen de wickets aan te gooien (vaak voorkomend). Bij grote wedstrijden zijn de wickets en bails uitgerust met lampjes die oplichten als ze geraakt worden om nog duidelijker te zien wanneer de wicket geraakt is.
3. uitgelopen (run out): een speler die niet op tijd "in" is (over de witte lijn voor zijn wicket) op het moment dat het wicket waar hij naartoe loopt wordt omgegooid. (in korte wedstrijdformules vaak voorkomend)
4. gestumpt: een slagman die uit zijn crease stapt of staat om te slaan en de bal mist kan gestumpt worden door de wicketkeeper als die de bal vangt en direct het wicket omgooit.
5. leg before wicket (LBW): een slagman is uit als de bal het wicket zou raken, maar in plaats van het wicket te raken, het been raakt (soms een ander deel van het lichaam) van de batsman (slagman).
6. tweemaal slaan (hit the ball twice): een slagman mag niet tweemaal slaan, hij mag wel zijn slaghout of voet gebruiken om de bal te stoppen om te voorkomen dat die het wicket zou raken. (nog niet gebeurd op internationaal niveau)
7. wicket raken (hit wicket): een slagman die zijn wicket aanraakt en de bails laat vallen is uit. Deze regel is niet van toepassing als hij wegspringt voor een bal die op zijn lichaam afkomt of om te voorkomen dat hij uitgelopen wordt
8. te laat op het veld komen (timed out): een nieuwe slagman heeft drie minuten om op het veld te komen (nog niet gebeurd op internationaal niveau)
9. obstructie: wanneer een slagman opzettelijk een veldspeler hindert.
10. retired out: een slagman kan vrijwillig ervoor kiezen om te stoppen. De volgende slagman neemt dan zijn plaats over.

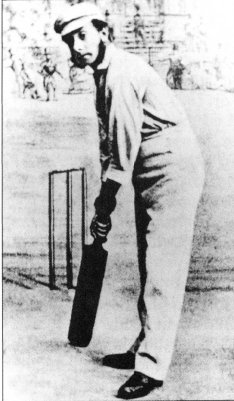
Engelse 'batsman'

Een batsman is overigens pas uit indien hij ofwel na een begane fout zelf het veld verlaat, ofwel nadat de veldploeg de umpire om een beslissing vraagt. Zo'n verzoek heet een appeal en kan door elke veldspeler aan de umpire worden gedaan door de vraag: "How's that?" ("Wat dacht u daarvan?".) Bij een LBW is dit veelal het geval; aangezien dit een moeilijke regel is en de interpretatie van de umpire groot is (zou de bal het wicket raken of niet) zal een batsman altijd rustig blijven staan terwijl het verdedigende team luid om het wegsturen gaat schreeuwen met de meer typische schreeuw: Howzat!!. Bij grote wedstrijden hebben teams de beschikking over een video review waarbij met een computeranimatie uitgerekend kan worden of de bal de wicket geraakt zou hebben als de batsman deze niet met zijn lichaam had geblokkeerd. Zo kan de beslissing van de umpire op het veld toch nog terug gedraaid worden.
Indien de umpire oordeelt dat een speler volgens de regels uit is, maar niemand van de spelers schijnt het op te merken, dan houdt de umpire zijn mond. Dit is het gevolg van de wet dat een umpire uitsluitend na een appeal een beslissing neemt. Wanneer een umpire een appeal honoreert, doet hij dat door zijn wijsvinger op te steken. Wanneer hij vindt dat de speler niet uit is, zegt hij alleen luid en duidelijk: "not out" en kan daarbij zijn hoofd schudden.
Als een batsman uit is, wordt hij vervangen door een ploegmaat. Als er 10 van de 11 batsmen uit zijn, is de slagbeurt afgelopen (de laatste overgebleven batsman heeft immers geen partner meer om runs te lopen). Het team dat als eerste bowlde komt nu aan slag om te trachten het totaal gescoorde runs van de eerste ploeg aan slag, te verbeteren.
De wedstrijd eindigt als ook het tweede team klaar is met zijn (laatste) slagbeurt, of op het moment dat het tweede team in zijn (laatste) slagbeurt meer runs heeft gescoord dan het eerste team.

## Geschiedenis

### De geschiedenis van het cricket
Hoewel spelen met bal en slaghout al in de middeleeuwen bekend waren en ongetwijfeld ouder zullen zijn hielden Britse historici het erop dat de sport rond 1600 in Zuidoost-Engeland is ontstaan. Volgens Franse historici is cricket echter een Frans spel en hebben de Engelsen het tijdens de Honderdjarige Oorlog overgenomen.
Volgens recenter Australisch onderzoek zou cricket afkomstig zijn uit Vlaanderen. Deze theorie wordt ondersteund door de ontdekking van een gedicht uit 1533 toegeschreven aan John Skelton waarin Vlaamse wevers als 'kings of crekettes' worden omschreven. Daar dit de oudste vermelding is van cricket is dit een aannemelijke piste. Ook is vastgesteld dat er op de schilderijen van Bruegel al gecricket wordt. Vermoed wordt dat Vlaamse wevers bij hun migratie naar Kent de sport meenamen.
Over de herkomst van het woord 'cricket' bestaat een soortgelijke verwarring. Het is ofwel afkomstig van 'cricce' - het Angelsaksische woord voor een herdersstaf - of van 'krikstoel', de naam waarmee in de Lage Landen van de Middeleeuwen een kerkbankje werd aangeduid. In het Frans heette zo'n bankje een 'cricket'. Fransen beweren ook dat het woord "cricket" zou afgeleid zijn van het woord "guichet" (poortje, loket). Vanuit het Vlaams zou het etymologisch te verklaren zijn als 'met de krik ketsen'. Krik is een kromme herdersstaf.
Bij vroege vormen van cricket werden wickets gebruikt die inderdaad iets weg hadden van een laag driepikkeltje. Cricket in zijn huidige vorm - met rechtop staande wickets - dateert van een latere tijd en is zonder twijfel Engels.

### Lords en de MCC

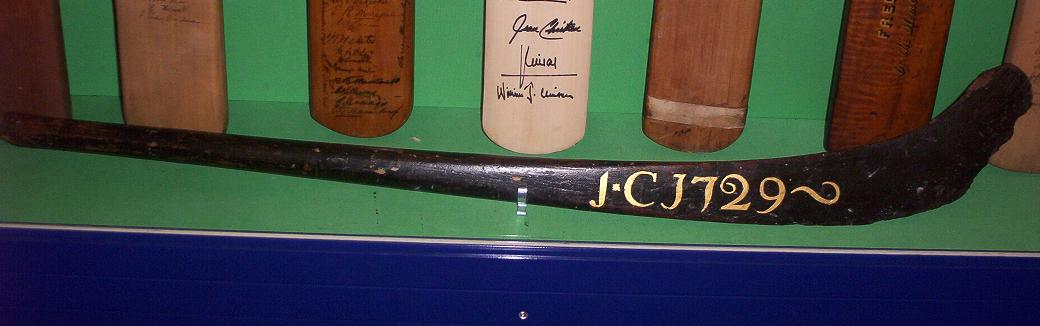
Het oudst bewaarde cricketbat uit 1729

In de achttiende eeuw was cricket uitgegroeid tot een van de favoriete sporten van de Britse aristocratie. De Londense elite stoorde zich echter aan het feit dat hun wedstrijden op een grasveld in Islington door Jan en alleman konden worden gadegeslagen. Thomas Lord richtte daarom in 1787 in de wijk Marylebone een afgesloten cricketterrein in. De bijbehorende vereniging - de Marylebone Cricket Club of kortweg: MCC - introduceerde een jaar later de eerste cricketwetten en beheert deze tot op de dag van vandaag.
In 1811 verhuisde Lord zijn stadion naar Regent's Park en in 1814 naar de huidige locatie in St John's Wood waar de Lord's Cricket Ground al snel de bijnaam The Home of Cricket verwierf.
De eerste grasmaaier op Lord's deed in 1864 zijn intrede - voor die tijd werd het veld door een grazende kudde schapen kort gehouden.

### The Ashes
De tests tussen Engeland en Australië worden aangeduid als een strijd om 'the Ashes'.

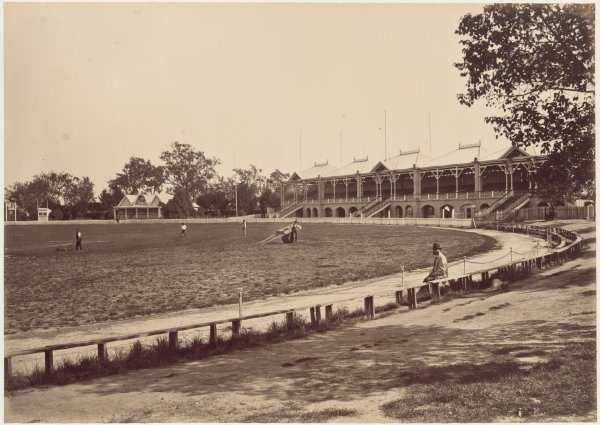
Melbourne Cricket Ground in 1878

In 1880 vond in Engeland de eerste serieuze wedstrijd tussen de landenteams van Engeland en Australië plaats. De MCC had in de jaren daarvoor al een paar keer door Australië getoerd maar die wedstrijden werden niet zo serieus genomen. De beste Engelse spelers hadden destijds namelijk geen zin in een lange bootreis om "tegen een paar onbeduidende kolonialen te spelen".
Het kostte de Australiërs zelfs heel wat overredingskracht om de zich superieur wanende Engelsen tot het spelen van een testmatch op Engelse bodem over te halen. De wedstrijd werd uiteindelijk gespeeld op de Londense Kennington Oval. Engeland had, vanwege een rampzalig verlopende tweede slagbeurt, grote moeite om de wedstrijd te winnen. Uiteindelijk gaf W.G. Grace de doorslag: Engeland won met een verschil van vijf wickets maar de Australiërs hadden hun visitekaartje afgegeven.

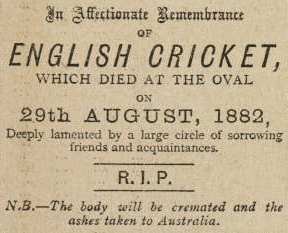
Advertentie in Sporting Times (1882)

Dat de sport inmiddels nauw verbonden was geraakt met het Engelse zelfbewustzijn bleek toen Australië er in 1882 in slaagde om van het Engelse team te winnen. Met enig gevoel voor melodrama plaatste de Sporting Times daags na de wedstrijd een necrologie voor het overleden Engelse cricket. Er werd aangekondigd dat de as van het gecremeerde lichaam naar Australië vervoerd zou worden.
Het vervolg op deze komedie kwam een jaar later toen Engelse cricketers op Australische bodem de uitwedstrijd wonnen: de voorzitter van de Engelse cricketbond kreeg van de Australiërs een urn cadeau, met daarin de verbrande resten van een bail (het dwarshoutje dat op het wicket ligt) om mee te nemen naar Engeland. Sindsdien wordt elke twee jaar om de Ashes gespeeld.

### Testcricket
De beste landen van de wereld hebben een speciale 'test'-status. Alleen deze landen mogen zogenaamde tests spelen. De International Cricket Council kent deze status toe. Anno 2020 hebben bij de mannen twaalf landen deze status en bij de vrouwen tien landen.

### Wereldkampioenschap
Het wereldkampioenschap cricket wordt om de vier jaar gehouden. West-Indië won in 1975 het eerste kampioenschap bij de mannen en in 1973 Engeland bij de vrouwen.
Bij de mannen zijn tot en met 2023 dertien kampioenschappen gehouden. Australië won zesmaal, West-Indië en India tweemaal, Pakistan, Sri Lanka en Engeland wonnen elk één keer. Opvallend is dat Engeland pas in 2019 de titel voor de eerste keer won.
Bij de vrouwen zijn tot en met 2022 twaalf kampioenschappen gehouden. Australië won zevenmaal, Engeland viermaal en Nieuw-Zeeland eenmaal.
| Jaar | Gastheer                       | Winnaar    |
| ---- | ------------------------------ | ---------- |
| 1975 | Engeland                       | West-Indië |
| 1979 | Engeland                       | West-Indië |
| 1983 | Engeland                       | India      |
| 1987 | India en Pakistan              | Australië  |
| 1992 | Australië en Nieuw-Zeeland     | Pakistan   |
| 1996 | India, Pakistan en Sri Lanka   | Sri Lanka  |
| 1999 | Engeland                       | Australië  |
| 2003 | Zuid-Afrika en Zimbabwe        | Australië  |
| 2007 | West-Indië                     | Australië  |
| 2011 | Bangladesh, India en Sri Lanka | India      |
| 2015 | Australië                      | Australië  |
| 2019 | Engeland en Wales              | Engeland   |
| 2023 | India                          | Australië  |

| Jaar | Gastheer      | Winnaar       |
| ---- | ------------- | ------------- |
| 1973 | Engeland      | Engeland      |
| 1978 | India         | Australië     |
| 1982 | Nieuw-Zeeland | Australië     |
| 1988 | Australië     | Australië     |
| 1993 | Engeland      | Engeland      |
| 1997 | India         | Australië     |
| 2000 | Nieuw-Zeeland | Nieuw-Zeeland |
| 2005 | Zuid-Afrika   | Australië     |
| 2009 | Australië     | Engeland      |
| 2013 | India         | Australië     |
| 2017 | Engeland      | Engeland      |
| 2022 | Nieuw-Zeeland | Australië     |

In 1999 werd er tijdens het WK ook een wedstrijd in Amsterdam gespeeld, en wel die tussen Kenia en Zuid-Afrika.
De Nederlandse mannen namen tot en met 2023 vijf keer deel. Ze debuteerden in 1996 en in 2001 werd voor het eerst een wedstrijd gewonnen, van Namibië. In 2007 werd er opnieuw een wedstrijd gewonnen, dit keer van Schotland. In 2011 gingen alle wedstrijden verloren. In 2023 werd Nederland laatste maar won wel twee wedstrijden, tegen Bangladesh en tegen Zuid-Afrika. Vooral de overwinning op Zuid-Afrika werd gezien als een enorme stunt die veel aandacht kreeg in de wereldwijde sportmedia. 
De Nederlandse vrouwen kwamen tot 2020 vier keer in actie. Zij debuteerden in 1988 en in 1993 werd voor het eerst een wedstrijd gewonnen, van West-Indië. In 1997 werd opnieuw van West-Indië gewonnen en werd de kwartfinale bereikt. In 2000 gingen alle wedstrijden verloren.

## Twenty20
Een ingekorte variant met enkele afwijkende regels is Twenty20, vaak afgekort als T20. Een wedstrijd bestaat uit 20 overs en duurt daardoor gewoonlijk hooguit drie uur. Het is een relatief nieuwe vorm van cricket: Twenty20 werd in het professionele cricket geïntroduceerd in Engeland in 2003. Deze korte wedstrijden zijn geïntroduceerd om cricket aantrekkelijker te maken voor de (tv)kijker. Met name het gebrek aan jonge kijkers was een reden voor het introduceren van deze kortere variant van cricket.
Naast dat de wedstrijden veel korter duren zijn T20 wedstrijden doorgaans doorspekt met spectaculaire elementen afwezig bij test en ODI cricket. Zo spelen teams in felgekleurde outfits, zijn er cheerleaders langs de kant en wordt er vuurwerk afgestoken. De grootste T20 competitie ter wereld is de Indian Premier League. Andere landen met T20 competities zijn onder andere Australië (Big Bash League) en Engeland (T20 Blast).
Ook deze variant kent een wereldkampioenschap dat sinds 2007 gemiddeld elke twee jaar wordt gehouden. Bij de mannen is West-Indië het succesvolst met twee titels, bij de vrouwen Australië met drie titels.

## Cricket in Nederland
In 1845 waren Britse leraren op de kostschool Noorthey in Veur bij Voorschoten de eersten die in Nederland cricket speelden. Hun pupillen verspreidden de sport over Nederland: in 1871 werd een club opgericht in Amsterdam, in 1875 in Deventer en in 1877 in Den Haag. Voor de spelregels hanteerden ze het in 1862 verschenen "The Handbook of Cricket" van Edmund ROUTLEDGE (1843-1899).
In 1918 werden Britse geïnterneerde militairen Nederlands kampioen.
Anno 2020 zijn er 43 clubs in Nederland bij de cricketbond aangesloten die veelal eendaagse wedstrijden spelen. In Nederland is Twenty20 ook populair geworden. Op 5 juni 2009 zorgde Nederland voor een sensatie door Engeland in de openingswedstrijd van het wereldkampioenschap Twenty20 te verslaan. Bij de mannen is de hoogste competitieklasse de Topklasse met daaronder de Hoofdklasse. Ook is een Topklasse Twenty20. Bij de vrouwen is de Hoofdklasse het hoogste en is er ook een Twenty20 competitie.
Het Nederlands cricketelftal staat anno 2020 op de 13e plaats van de wereldranglijst voor de One Day Internationals en 17e bij het Twenty20.

## Cricket in België
België zijn op dit moment achttien cricketclubs aangesloten bij de Belgische cricketfederatie. België wordt internationaal vertegenwoordigd door de Belgische cricketelftallen (mannen en vrouwen). De mannen staan anno 2020 op de 63e plaats op de wereldranglijst van de variant Twenty20.

## Cricket in Suriname
"Bat-en-bal" is een vorm van cricket in Suriname.

## Video's
- Korte uitlegvideo over cricket
- Polygoonjournaal uit 1932. Cricketwedstrijd voor dames. Zonder geluid.